# Holland női kézilabda-bajnokság (első osztály)
Az Eredivisie a legmagasabb osztályú holland női kézilabda-bajnokság. A bajnokságot 1954 óta rendezik meg, de nagypályán már korábban is volt országos bajnokság. Jelenleg tizenkét csapat játszik a bajnokságban, a legeredményesebb klub a Swift Roermond, a címvédő a VZV 't Veld.

## Nagypályás bajnokságok
| Év   | 1. hely             | 2. hely                  | 3. hely                               |
| ---- | ------------------- | ------------------------ | ------------------------------------- |
| 1931 | V&K Groningen       | Hygiëa Assen             |                                       |
| 1932 | V&K Groningen       | Hercules-Hebe Wormerveer | Voorwaarts Groningen Attila Utrecht   |
| 1933 | V&K Groningen       | Rapiditas Haarlem        | Niloc Amsterdam Attila Utrecht        |
| 1934 | Hygiëa Den Haag     | V&K Groningen            | Simson Amsterdam PSV Eindhoven        |
| 1935 | Hygiëa Den Haag     | Brunhilde Groningen      | PSV Eindhoven                         |
| 1936 | Zeeburg Amsterdam   | Hygiëa Den Haag          | Brunhilde Groningen Rapiditas Haarlem |
| 1937 | Brunhilde Groningen | Zeeburg Amsterdam        | Hygiëa Den Haag PSV Eindhoven         |
| 1938 | Brunhilde Groningen | Hygiëa Den Haag          | ADA Amsterdam                         |
| 1939 | Hygiëa Den Haag     | Brunhilde Groningen      | ADA Amsterdam                         |
| 1940 | —                   |                          |                                       |
| 1941 | Hygiëa Den Haag     | Brunhilde Groningen      | Zeeburg Amsterdam                     |
| 1942 | Brunhilde Groningen | Hygiëa Den Haag          | Zeeburg Amsterdam                     |
| 1943 | Hygiëa Den Haag     | Zeeburg Amsterdam        | Brunhilde Groningen                   |
| 1944 | Zeeburg Amsterdam   | Hygiëa Den Haag          | Brunhilde Groningen                   |
| 1945 | —                   |                          |                                       |
| 1946 | Hygiëa Den Haag     | Brunhilde Groningen      | Concordia Haarlem                     |
| 1947 | Zeeburg Amsterdam   | PSV Eindhoven            |                                       |
| 1948 | PSV Eindhoven       |                          |                                       |
| 1949 | Zeeburg Amsterdam   |                          |                                       |
| 1950 | PSV Eindhoven       |                          |                                       |
| 1951 | PSV Eindhoven       | UDI Arnhem               | Zeeburg Amsterdam                     |
| 1952 | PSV Eindhoven       | ZAC Zwolle               | UDI Arnhem                            |
| 1953 | UDI Arnhem          | ZAC Zwolle               | PSV Eindhoven                         |
| 1954 | PSV Eindhoven       |                          |                                       |
| 1955 | PSV Eindhoven       |                          |                                       |
| 1956 | PSV Eindhoven       |                          |                                       |
| 1957 | Zeeburg Amsterdam   |                          |                                       |
| 1958 | Hygiëa Den Haag     |                          |                                       |
| 1959 | Hygiëa Den Haag     | Zeeburg Amsterdam        | WLC Eindhoven                         |
| 1960 | Hygiëa Den Haag     |                          |                                       |
| 1961 | Zeeburg Amsterdam   | Athene Den Haag          | WLC Eindhoven                         |
| 1962 | Athene Den Haag     | Niloc Amsterdam          | Zeeburg Amsterdam                     |
| 1963 | Niloc Amsterdam     | Hygiëa Den Haag          | Zeeburg Amsterdam                     |
| 1964 | Zeeburg Amsterdam   | Athene Den Haag          | Sagitta Amsterdam                     |
| 1965 | Swift Roermond      | Verburch Poeldijk        | Niloc Amsterdam                       |
| 1966 | Niloc Amsterdam     | Verburch Poeldijk        | Hygiëa Den Haag                       |
| 1967 | Zeeburg Amsterdam   | Niloc Amsterdam          | Swift Roermond                        |
| 1968 | Posterholt          | Zeeburg Amsterdam        | Niloc Amsterdam                       |
| 1969 | Niloc Amsterdam     | Posterholt               | Swift Roermond                        |
| 1970 | Niloc Amsterdam     | Hellas Den Haag          | Swift Roermond                        |
| 1971 | Hellas Den Haag     | Swift Roermond           | DES '57                               |
| 1972 | Hellas Den Haag     | SDOL Luttenberg          |                                       |
| 1973 | HMS Utrecht         | SDOL Luttenberg          |                                       |
| 1974 | DSVD Deurningen     | HMS Utrecht              |                                       |

## Kispályás bajnokságok
| Év   | 1. hely                                           | 2. hely                                           | 3. hely                                           |
| ---- | ------------------------------------------------- | ------------------------------------------------- | ------------------------------------------------- |
| 1954 | UDI Arnhem                                        | PSV Eindhoven                                     | Sagitta Amsterdam                                 |
| 1955 | Athene Den Haag                                   | PSV Eindhoven                                     | Olympia Hengelo                                   |
| 1956 | Niloc Amsterdam                                   | HCG Groningen                                     | PSV Eindhoven                                     |
| 1957 | Athene Den Haag                                   | V&K Twello                                        | Niloc Amsterdam                                   |
| 1958 | Athene Den Haag                                   | PSV Eindhoven                                     | Sagitta Amsterdam                                 |
| 1959 | Zeeburg Amsterdam                                 | WLC Eindhoven                                     | Olympia Hengelo                                   |
| 1960 | Zeeburg Amsterdam                                 | Athene Den Haag                                   | Olympia Hengelo                                   |
| 1961 | WLC Eindhoven                                     | Zeeburg Amsterdam                                 | Athene Den Haag                                   |
| 1962 | Niloc Amsterdam                                   | DWS Amsterdam                                     | HCG Groningen                                     |
| 1963 | Swift Roermond                                    | Niloc Amsterdam                                   | Zeeburg Amsterdam WLC Eindhoven                   |
| 1964 | Swift Roermond                                    | Niloc Amsterdam                                   | Verburch Poeldijk De Blinkert Haarlem             |
| 1965 | Swift Roermond                                    | Zeeburg Amsterdam                                 | Verburch Poeldijk Niloc Amsterdam                 |
| 1966 | Swift Roermond                                    | Verburch Poeldijk                                 | De Blinkert Haarlem                               |
| 1967 | Swift Roermond                                    | Niloc Amsterdam                                   | Walcheren Vlissingen                              |
| 1968 | Niloc Amsterdam                                   | Swift Roermond                                    | Zeeburg Amsterdam                                 |
| 1969 | Swift Roermond                                    | Walcheren Vlissingen                              | Niloc Amsterdam                                   |
| 1970 | Swift Roermond                                    | Niloc Amsterdam                                   | Walcheren Vlissingen                              |
| 1971 | Niloc Amsterdam                                   | Swift Roermond                                    | Walcheren Vlissingen                              |
| 1972 | Niloc Amsterdam                                   | Swift Roermond                                    | Hellas Den Haag                                   |
| 1973 | Swift Roermond                                    | Niloc Amsterdam                                   | Hellas Den Haag                                   |
| 1974 | Swift Roermond                                    | Niloc Amsterdam                                   | Hellas Den Haag                                   |
| 1975 | Swift Roermond                                    | Hellas Den Haag                                   | DVO Sittard                                       |
| 1976 | Hellas Den Haag                                   | Swift Roermond                                    | Quintus Kwintsheul                                |
| 1977 | Hellas Den Haag                                   | Swift Roermond                                    | Niloc Amsterdam                                   |
| 1978 | Hellas Den Haag                                   | Swift Roermond                                    | Niloc Amsterdam                                   |
| 1979 | Swift Roermond                                    | Hellas Den Haag                                   | Niloc Amsterdam                                   |
| 1980 | Hellas Den Haag                                   | Swift Roermond                                    | Niloc Amsterdam                                   |
| 1981 | Hellas Den Haag                                   | Swift Roermond                                    | Niloc Amsterdam                                   |
| 1982 | Swift Roermond                                    | Hellas Den Haag                                   | Niloc Amsterdam                                   |
| 1983 | Niloc Amsterdam                                   | Swift Roermond                                    | Hellas Den Haag                                   |
| 1984 | Niloc Amsterdam                                   | Quintus Kwintsheul                                | SEW Nibbixwoud                                    |
| 1985 | Ookmeer Amsterdam                                 | Hellas Den Haag                                   | Quintus Kwintsheul                                |
| 1986 | Ookmeer Amsterdam                                 | Mosam Maastricht                                  | Hellas Den Haag                                   |
| 1987 | V&L Geleen                                        | OSC Amsterdam                                     | Swift Arnhem                                      |
| 1988 | SEW Nibbixwoud                                    | OSC Amsterdam                                     | V&L Geleen                                        |
| 1989 | SEW Nibbixwoud                                    | V&L Geleen                                        | Quintus Kwintsheul                                |
| 1990 | V&L Geleen                                        | PSV Eindhoven                                     | SEW Nibbixwoud                                    |
| 1991 | HV Aalsmeer                                       | SEW Nibbixwoud                                    | PSV Eindhoven                                     |
| 1992 | Swift Roermond                                    | SEW Nibbixwoud                                    | HV Aalsmeer                                       |
| 1993 | Swift Roermond                                    | PSV Eindhoven                                     | HV Aalsmeer                                       |
| 1994 | Swift Roermond                                    | Hellas Den Haag                                   | Foreholte Voorhout                                |
| 1995 | Swift Roermond                                    | Volewijckers Amsterdam                            | Quintus Kwintsheul                                |
| 1996 | Swift Roermond                                    | Volewijckers Amsterdam                            | Quintus Kwintsheul                                |
| 1997 | Swift Roermond                                    | E&O Emmen                                         | SEW Nibbixwoud                                    |
| 1998 | Swift Roermond                                    | SEW Nibbixwoud                                    |                                                   |
| 1999 | SEW Nibbixwoud                                    | AAC 1899 Arnhem                                   | Swift Roermond                                    |
| 2000 | Volewijckers Amsterdam                            | Swift Roermond                                    | AAC 1899 Arnhem                                   |
| 2001 | SEW Nibbixwoud                                    | Hellas Den Haag                                   | AAC 1899 Arnhem                                   |
| 2002 | Hellas Den Haag                                   | SEW Nibbixwoud                                    | Quintus Kwintsheul                                |
| 2003 | SEW Nibbixwoud                                    | Quintus Kwintsheul                                | Groene Ster Zevenbergen                           |
| 2004 | SEW Nibbixwoud                                    | V&L Geleen                                        | HV Aalsmeer                                       |
| 2005 | Hellas Den Haag                                   | V&L Geleen                                        | SEW Nibbixwoud                                    |
| 2006 | Quintus Kwintsheul                                | SEW Nibbixwoud                                    | Hellas Den Haag                                   |
| 2007 | Quintus Kwintsheul                                | V&L Geleen                                        | SEW Nibbixwoud                                    |
| 2008 | VOC Amsterdam                                     | Quintus Kwintsheul                                | E&O Emmen                                         |
| 2009 | VOC Amsterdam                                     | Hellas Den Haag                                   | Handbal Academie                                  |
| 2010 | VOC Amsterdam                                     | Hellas Den Haag                                   | SV Dalfsen                                        |
| 2011 | SV Dalfsen                                        | VOC Amsterdam                                     | Hellas Den Haag                                   |
| 2012 | SV Dalfsen                                        | SEW Nibbixwoud                                    | VOC Amsterdam                                     |
| 2013 | SV Dalfsen                                        | VOC Amsterdam                                     | Quintus Kwintsheul                                |
| 2014 | SV Dalfsen                                        | VOC Amsterdam                                     | DOS Emmen                                         |
| 2015 | SV Dalfsen                                        | VOC Amsterdam                                     | Quintus Kwintsheul                                |
| 2016 | SV Dalfsen                                        | VOC Amsterdam                                     | Quintus Kwintsheul                                |
| 2017 | VOC Amsterdam                                     | SV Dalfsen                                        | Quintus Kwintsheul                                |
| 2018 | VOC Amsterdam                                     | SV Dalfsen                                        | V&L Geleen                                        |
| 2019 | VOC Amsterdam                                     | Quintus Kwintsheul                                | VZV 't Veld                                       |
| 2020 | A koronavírus-járvány miatt nem avattak bajnokot. | A koronavírus-járvány miatt nem avattak bajnokot. | A koronavírus-járvány miatt nem avattak bajnokot. |
| 2021 | Quintus Kwintsheul                                | HandbaL Venlo                                     | VZV 't Veld                                       |
| 2022 | HandbaL Venlo                                     | VOC Amsterdam                                     | Quintus Kwintsheul                                |
| 2023 | VOC Amsterdam                                     | HandbaL Venlo                                     | SEW Nibbixwoud                                    |
| 2024 | HC Groot Venlo                                    | VOC Amsterdam                                     | VZV 't Veld                                       |
| 2025 | VZV 't Veld                                       | SEW Nibbixwoud                                    | VOC Amsterdam                                     |

## Lásd még
- Holland férfi kézilabda-bajnokság (első osztály)